# دابا

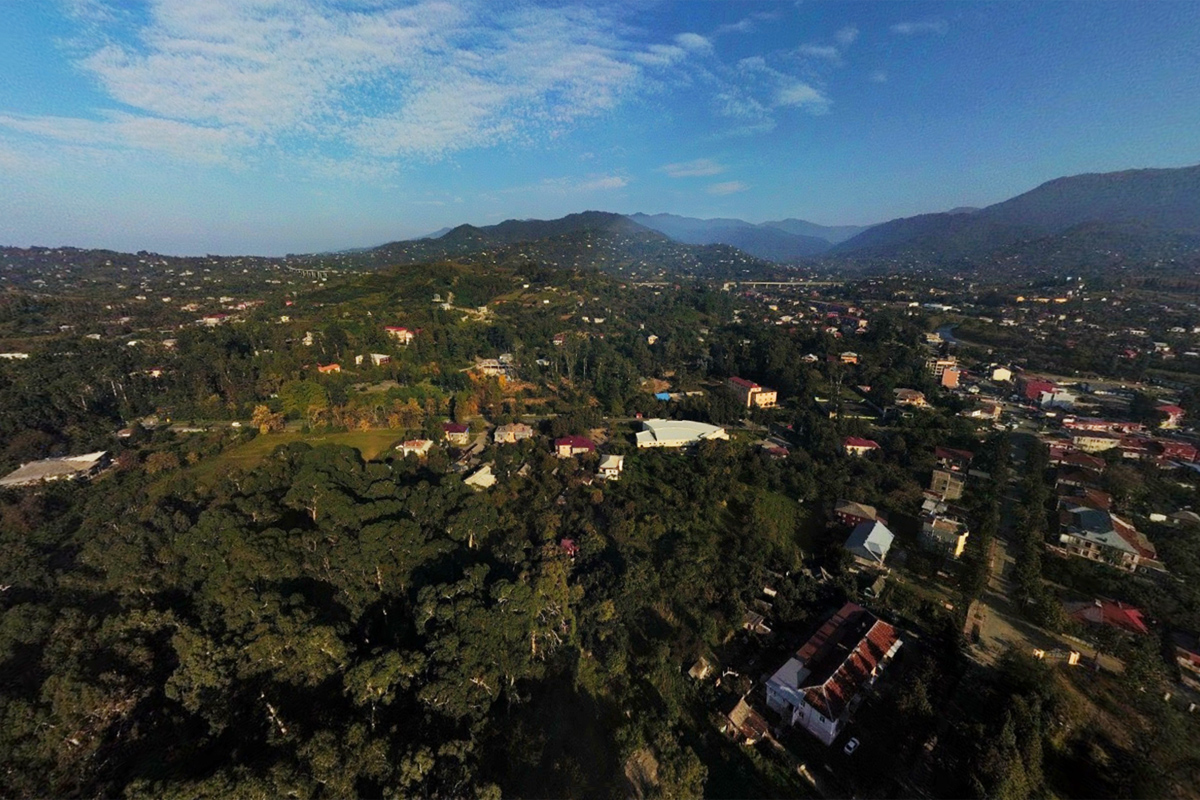
نمایی از دابا، نوعی سکونتگاه انسانی در گرجستان - ۲۰۲۲

دابا (گرجی: დაბა) نوعی سکونتگاه انسانی در گرجستان است که به معنی یک شهر کوچک یا شهرک تعبیر می‌شود. این واژه معادل یک شهرک از نوع شهری در برخی از کشورهای دیگر اتحاد جماهیر شوروی سابق است.
در گرجستان کنونی، دابا معمولاً به عنوان یک سکونتگاه با جمعیت کمتر از ۳۰۰۰ نفر و زیرساخت های اجتماعی و فنی ایجاد شده تعریف می‌شود که آن را قادر می‌سازد به عنوان یک مرکز اقتصادی و فرهنگی محلی عمل کند. افزون بر این، نباید دارای زمین‌های کشاورزی بزرگ باشد. عنوان دابا همچنین می‌تواند به سکونتگاهی با جمعیت کمتر از ۳۰۰۰ نفر اعطا شود، مشروط بر اینکه به عنوان مرکز اداری ناحیه (شهرداری) عمل کند یا چشم انداز رشد اقتصادی و جمعیتی بیشتر در آینده نزدیک داشته باشد.